# 加格达奇林业局
加格达奇林业局，简称加林局，隶属于中华人民共和国国家林业局下属的大兴安岭林业集团公司，地处大兴安岭伊勒呼里山南麓，东以嫩江为界，西部和南部与内蒙古接壤，北与松岭林业局为邻。施业区总面积83.7万公顷，活立木总蓄积量4018万立方米，森林覆盖率64.58%。施业区超出了加格达奇区的范围。

## 历史
大兴安岭地委1990年12月31日根据林业部决定将大兴安岭林管局古里机械化造林林场改为加格达奇林业局筹建处。
1991年3月，根据《大兴安岭东部林区经营区划调整总方案》以及林业部林计字〔1990〕12号文件和林计字〔1991〕11号文件批复，将松岭林业局南部的5个林场(古里、翠峰、大黑山、达金、多布库尔)、1个苗圃、1个种子园和加格达奇营林局、机修厂、林产工业技校等单位人员和设施，以及未开发的南翁河林区南部的河口等5个林场合并组建了加格达奇林业局。

## 行政区划
加格达奇林业局下辖以下单位：
古里林场、白桦林场、东风林场、翠峰林场、跃进林场、多布库尔林场、达金林场、大黑山林场、大子扬山林场、罕诺河林场。